# Christelle Sturtz
Christelle Sturtz Froehlicher est une championne de karaté française, née le 28 décembre 1978 à Strasbourg. Elle est ceinture noire 4e dan, médaillée d’or Jeunesse et Sports, diplômée d'État et coach sportif. 
En reconversion sportive depuis 2017/2018 : Ultratraileuse - Runner long distance - Marathonienne
[Selection World Abbott Marathon Age Group], London 2021 et Sydney 2024 (DNS)
Depuis 2000, elle est Marraine de l'association ELA.
En 2012, elle en devient également chargée de développement.
Par ailleurs, elle a été doctorante de 2007 à 2010 en sciences de l'éducation et de la communication au Laboratoire des sciences de l'éducation de Strasbourg.
De 2014 à 2016, elle intervenait dans l'émission de Pascal Soetens (SOS : ma famille a besoin d'aide) sur la chaîne nationale NRJ12.
Auteur du livre, « La Samouraï » entre ombre et lumière, éditions Fortuna.

## Palmarès

### Karaté
- Vainqueur de la Coupe du Monde de Karaté Wado Kai en +68 kg (Japon, 2010)[3].
- 12 titres à la Coupe d'Europe de Karaté Wado Kai en +60 kg/Open

Et 6 fois par équipe 
- 7 fois vainqueur de la Coupe de France de Karaté Wado Kai
- 3e à la Coupe du Monde de Karaté Wado Kai en +60 kg et par équipe (Japon, 1999)
- 3e aux Championnats de France tous styles (Paris, 2000)
- 3e aux Championnats de France Elite toutes catégories (Evreux, 2010)
- 3e aux Championnats de France universitaire en +68 kg (Clermont-Ferrand, 2010)
- 3e Coupe de France tous styles en +60 kg (Paris, 2002)
- Championne de France Karaté Contact en +60 kg (Paris, 2010)

### Course à pied
- Marathon 
  - Berlin, NY, Boston, London (x2), Paris, Francfort, Tel Aviv, Lausanne, Séville, Castelon, Valence, Vienne.
  - Participation au Marathon pour tous, aux Jeux Olympiques, 2024.
  - ⇒ Sélection au World Marathon Championship Abbott Age Group à Londres, 2021 [Top #100] et à Sydney (2024)
  - Record personnel : 3h09 (Sevilla Marathon, 2023)

- Ultratraileuse 
  - Marathon des sables 240 km Maroc, 2003 et en 2019
  - Swiss Canyon Trail [75km, 2021 & 85km, 2019], Suisse
  - 90km du Mont Blanc , Chamonix 2021
  - European Trail Master, France 2022
  - 6000D, 69km | 3300d+, La Plagne 2022
  - Maxi Race, Marathon Race,Annecy, 2022
  - Trail Alsace Grand Est by Utmb [109km | 3900d+]
  - X Alpine - Ultra trail Verbier by utmb, [140km | 9300d+], Suisse 2023

- Défis sportifs pour ELA : 2000 et 2001
  - Courir 100 km en 2 jours et 200 km en 4 jours l’année suivante pour sensibiliser l’opinion publique et collecter des fonds pour la Recherche médicale.